# Gabriele de Bavière
Ne doit pas être confondu avec Marie Gabrielle de Bavière ou Marie Gabrielle en Bavière.
Gabriele Adelgunde Marie Theresia Antonia, princesse de Bavière, née le 10 mai 1927 au château royal de Berchtesgaden et morte à Merfeld, Dülmen, le 19 avril 2019, est un membre de la famille Wittelsbach, devenue par mariage, en 1953, princesse de Croÿ.

## Biographie

### Famille
La princesse Gabriele, née en 1927 au château de Berchtesgaden, résidence d'été de ses parents, est la quatrième fille du prince héritier Rupprecht de Bavière et de sa seconde épouse la princesse Antonia de Luxembourg,.
Gabriele de Bavière a un frère aîné : Heinrich (1922-1958), trois sœurs aînées : Irmingard (1923-2010), Editha (1924-2013) et Hilda (1926-2002), ainsi qu'une sœur cadette : Sophie (née en 1935). Elle a également un autre frère aîné, Albert de Bavière (1905-1996), seul enfant survivant, issu de la première union de son père avec Marie Gabrielle en Bavière.

### Jeunesse
À la suite de l'élection d'Adolf Hitler, les membres de la famille Wittelsbach ont commencé à souffrir de la persécution par les nazis. Dès le début du 3e Reich, le palais des Wittelsbach à Munich leur est confisqué et sert à partir d'octobre 1933 de siège munichois de la Gestapo, puis à partir de 1934-1935, de prison de la Gestapo. Le château de Leutstetten, résidence d'été de la famille, leur est également confisqué.
À partir de 1936, Irmingard et sa sœur Editha sont envoyées au pensionnat du couvent du Sacré-cœur en Angleterre à Roehampton. L'année suivante, ses sœurs Hilda et Gabriele les rejoignent. Son frère Heinrich est également venu en Angleterre en 1938 et a étudié à l'Université d'Oxford.

### Exil

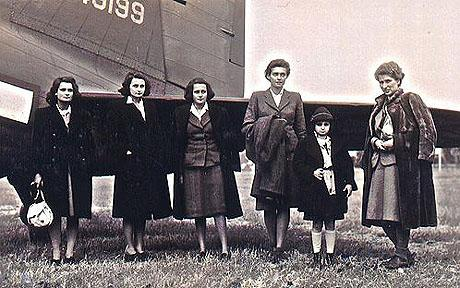
Editha, Hilda, Gabriele, Irmingard et Sophie de Bavière avec Paula von Bellegarde en mai 1945 à Augsbourg.

Durant une partie de la Seconde Guerre mondiale, à l'invitation du roi d'Italie Vittorio Emanuele elle vécut en exil en Italie. Le roi avait envoyé sa voiture à Munich afin de permettre à sa famille de quitter le pays. Coupée de ses biens en Allemagne, sa famille vécut grâce au soutien des amis et parents. Son père Rupprecht réussit à se cacher des nazis à Florence où il a travaillé dans un appartement du Palazzo Pecori-Giraldi. En 1944, Gabriele et ses sœurs trouvent refuge au grand-duché de Luxembourg où règne leur tante maternelle, la grande-duchesse Charlotte.
Après la fin de la guerre, la princesse Gabriela a pu terminer ses études. Elle fréquente l'Ecole des Arts et Métiers de Lausanne, où elle étudie la photographie. Elle était à nouveau sous le regard attentif de la comtesse Paula Bellegarde. Gabriela a obtenu son diplôme en 1949, après quoi elle a voyagé en Égypte et au Pérou pour poursuivre sa passion.

### Mariage et descendance
Le 17 juin 1953, elle épouse au château de Leutstetten, puis religieusement le lendemain au château de Nymphenburg, Carl Emmanuel de Croÿ-Dülmen (Düsseldorf 11 octobre 1914 - 14 juin 2011), 14e duc de Croÿ en 1974, fils de Karl Rudolf de Croÿ-Dülmen et de sa première épouse Nancy Leishman. Ils deviennent parents de trois enfants :
1. Maria Theresia de Croÿ, née à Dülmen le 29 mars 1954, mère d'une fille, Laura de Croÿ née en 1986, elle épouse ensuite, en 2002, Stephan von Walderdorff, né en 1963 ;
2. Rudolf de Croÿ, né à Dülmen le 8 juillet 1955, 15e duc de Croy en 2011, épouse en 1987 Alexandra Miloradovich, née en 1960, dont six enfants ;
3. Stephan de Croÿ, né à Merfeld, Dülmen le 17 mai 1959, épouse en 1991 Béatrice comtesse du Chastel de la Howarderie, née en 1964, dont trois enfants.

### Mort et funérailles
Veuve depuis le 14 juin 2011, Gabriele de Bavière meurt, le 19 avril 2019, à l'âge de 91 ans, à Merfeld, Dülmen. Ses funérailles ont lieu en l'église Saint-Jacobus, à Karthaus-Dülmen où elle est inhumée.

## Honneurs
Gabriele de Bavière est :
- Dame d'honneur de l'ordre de Thérèse (Royaume de Bavière) ;
- Dame de l'ordre de Sainte-Élisabeth (Royaume de Bavière).

## Ascendance de Gabriele de Bavière
|  |                                               |  |  |  |  |  |  |  |  |  |  |  |  |
|  | 8. Luitpold de Bavière                        |  |  |  |  |  |  |  |  |  |  |  |  |
|  |                                               |  |  |  |  |  |  |  |  |  |  |  |  |
|  |                                               |  |  |  |  |  |  |  |  |  |  |  |  |
|  | 4. Louis III de Bavière                       |  |  |  |  |  |  |  |  |  |  |  |  |
|  |                                               |  |  |  |  |  |  |  |  |  |  |  |  |
|  |                                               |  |  |  |  |  |  |  |  |  |  |  |  |
|  | 9. Auguste-Ferdinande de Habsbourg-Toscane    |  |  |  |  |  |  |  |  |  |  |  |  |
|  |                                               |  |  |  |  |  |  |  |  |  |  |  |  |
|  |                                               |  |  |  |  |  |  |  |  |  |  |  |  |
|  | 2. Rupprecht de Bavière                       |  |  |  |  |  |  |  |  |  |  |  |  |
|  |                                               |  |  |  |  |  |  |  |  |  |  |  |  |
|  |                                               |  |  |  |  |  |  |  |  |  |  |  |  |
|  | 10. Ferdinand Charles Victor d'Autriche-Este  |  |  |  |  |  |  |  |  |  |  |  |  |
|  |                                               |  |  |  |  |  |  |  |  |  |  |  |  |
|  |                                               |  |  |  |  |  |  |  |  |  |  |  |  |
|  | 5. Marie-Thérèse de Modène                    |  |  |  |  |  |  |  |  |  |  |  |  |
|  |                                               |  |  |  |  |  |  |  |  |  |  |  |  |
|  |                                               |  |  |  |  |  |  |  |  |  |  |  |  |
|  | 11. Élisabeth de Habsbourg-Hongrie            |  |  |  |  |  |  |  |  |  |  |  |  |
|  |                                               |  |  |  |  |  |  |  |  |  |  |  |  |
|  |                                               |  |  |  |  |  |  |  |  |  |  |  |  |
|  | 1. Gabriele de Bavière                        |  |  |  |  |  |  |  |  |  |  |  |  |
|  |                                               |  |  |  |  |  |  |  |  |  |  |  |  |
|  |                                               |  |  |  |  |  |  |  |  |  |  |  |  |
|  | 12. Adolphe de Luxembourg                     |  |  |  |  |  |  |  |  |  |  |  |  |
|  |                                               |  |  |  |  |  |  |  |  |  |  |  |  |
|  |                                               |  |  |  |  |  |  |  |  |  |  |  |  |
|  | 6. Guillaume IV de Luxembourg                 |  |  |  |  |  |  |  |  |  |  |  |  |
|  |                                               |  |  |  |  |  |  |  |  |  |  |  |  |
|  |                                               |  |  |  |  |  |  |  |  |  |  |  |  |
|  | 13. Adélaïde d'Anhalt-Dessau                  |  |  |  |  |  |  |  |  |  |  |  |  |
|  |                                               |  |  |  |  |  |  |  |  |  |  |  |  |
|  |                                               |  |  |  |  |  |  |  |  |  |  |  |  |
|  | 3. Antonia de Luxembourg                      |  |  |  |  |  |  |  |  |  |  |  |  |
|  |                                               |  |  |  |  |  |  |  |  |  |  |  |  |
|  |                                               |  |  |  |  |  |  |  |  |  |  |  |  |
|  | 14. Michel Ier de Portugal                    |  |  |  |  |  |  |  |  |  |  |  |  |
|  |                                               |  |  |  |  |  |  |  |  |  |  |  |  |
|  |                                               |  |  |  |  |  |  |  |  |  |  |  |  |
|  | 7. Marie-Anne de Portugal                     |  |  |  |  |  |  |  |  |  |  |  |  |
|  |                                               |  |  |  |  |  |  |  |  |  |  |  |  |
|  |                                               |  |  |  |  |  |  |  |  |  |  |  |  |
|  | 15. Adélaïde de Löwenstein-Wertheim-Rosenberg |  |  |  |  |  |  |  |  |  |  |  |  |
|  |                                               |  |  |  |  |  |  |  |  |  |  |  |  |
|  |                                               |  |  |  |  |  |  |  |  |  |  |  |  |